# Acronicta perisi
Acronicta perisi är en fjärilsart som beskrevs av Calle 1974. Acronicta perisi ingår i släktet Acronicta och familjen nattflyn. Inga underarter finns listade i Catalogue of Life.